# Funiculus

funiculus anterior

Funiculus je míšní provazec. Jednotlivé provazce v míše (anterior funiculus – přední provazec míšní, lateral funiculus – postranní provazec míšní, posterior funiculus – zadní provazec míšní) jsou odděleny podélnými rýhami. V provazcích vedou míšní dráhy (trakty) a fascikuly. V zadních provazcích probíhají fasciculus gracilis a cuneatus. V předních nezkřížená část pyramidové dráhy, přední tractus spinothalamicus, tractus vestibulospinalis a vlákna spojující jednotlivé míšní segmenty fasciculi proprii. V postranních provazcích probíhají zkřížená část pyramidové dráhy, tractus spinocerebellaris, spinothalamicus lateralis, spinotectalis, tectospinalis, rubrospinalis.